# Кузьменко Володимир Іванович
Кузьменко Володимир Іванович — український літературознавець і літературний критик, педагог, доктор філологічних наук (1999), професор (2003), завідувач кафедри романо-германської філології Національної академії Служби безпеки України.

## Життєпис
Володимир Іванович Кузьменко народився 26 квітня 1958 р. в с. Макишин Городнянського району на Чернігівщині в селянській родині. Батько — Кузьменко Іван Пилипович (1929—1997) працював водієм та завідувачем машинно-тракторного парку місцевого колгоспу, мати — Кузьменко (до шлюбу Довгорук) Марія Савелівна (1932—2013) — проста трудівниця, яка все своє страдницьке життя віддала молохові тоталітарного режиму, за трудодні, а згодом за копійки щодня перевиконувала норми на «посаді» простої селянки-колгоспниці.
Володимир Кузьменко навчався в Макишинській середній школі, яку закінчив із золотою медаллю 1975 року. Паралельно впродовж 7-10 класів студіював ази математичного аналізу та кібернетики у Всесоюзній заочній математичній школі при Московському державному університеті імені М. Ломоносова. Був запрошений на навчання на механіко-математичний факультет цього університету за співбесідою, однак до Москви не поїхав, про що ніколи не шкодував. На той час у районній, обласній та всеукраїнській періодиці вже були опубліковані десятки поезій, статей та пошукових матеріалів за його підписом. Тож Володимир віддав перевагу філології.
Вищу освіту В. І. Кузьменко здобував на філологічному факультеті Ніжинського державного педагогічного інституту ім. М. В. Гоголя (тепер Ніжинський державний університет імені Миколи Гоголя), який закінчив з відзнакою (1979). До середини травня наступного року випускник гоголівського вузу викладав російську мову й літературу в Березнянській середній школі Менського району. Впродовж 1980—1981 рр. В. І. Кузьменко відбував військову строкову службу в Збройних Силах. Після звільнення в запас повернувся на кафедру російської та зарубіжної літератури Alma-mater уже в статусі викладача.
Навчався в аспірантурі у відділі української літератури ХХ століття Інституту літератури ім. Т. Г. Шевченка АН УРСР (1984—1987). Науковим керівником аспіранта був Віталій Дончик, нині академік НАН України. 15 грудня 1987 р. Володимир Кузьменко успішно захистив кандидатську дисертацію на тему: «Сучасна поезія України і творчість М. Ушакова і Л. Вишеславського 60–80-х років».
Молодий науковець за направленням поїхав на роботу до щойно відкритого Переяслав-Хмельницького філіалу Київського педагогічного інституту імені М. Горького, згодом реорганізованого в Переяслав-Хмельницький педагогічний інститут імені Г. Сковороди (тепер — університет). Працював на посадах заступника декана філологічного факультету, завідувача кафедри української та зарубіжної літератури, зрештою, — декана цього ж факультету.
У 1995—1998 рр. Володимир Кузьменко — докторант відділу української літератури ХХ століття Інституту літератури ім. Т. Г. Шевченка НАН України. Колишній перший аспірант Віталія Дончика готує до захисту докторську дисертацію за наукового консультування свого ж учителя. 28 квітня 1999 року в спеціалізованій вченій раді Інституту літератури ім. Т. Г. Шевченка НАН України В. І. Кузьменко успішно захистив докторську дисертацію на тему: «Письменницький епістолярій в українському літературному процесі 20–50-х років ХХ століття».
Працював деканом факультету романо-германської філології Київського гуманітарного інституту (1999—2001), професором кафедри історії української літератури та шевченкознавства Київського національного університету імені Тараса Шевченка (2001—2002).
З червня 2002 року Володимир Кузьменко — в Київському славістичному університеті: завідувач кафедри теорії літератури та компаративістики, одночасно проректор з наукової роботи, з 2008 року — ректор університету.
З 2010 року — завідувач кафедри слов'янської філології Київського національного лінгвістичного університету; професор кафедри української літератури, компаративістики і соціальних комунікацій Київського університету імені Бориса Грінченка (2012—2015).
3 червня 2015 року Володимир Іванович Кузьменко очолює кафедру романо-германської філології Національної академії Служби безпеки України.

## Науковець
Володимир Кузьменко є засновником епістолографії — повновартісної нині галузі в українському літературознавстві. По суті, жодна сучасна літературознавча публікація, присвячена проблемам документалістики та письменницького листування, не обходиться без використання здобутків та основних положень монографії В. І. Кузьменка «Письменницький епістолярій в українському літературному процесі 20–50-х років ХХ століття» (1998, 2016) та інших його розробок у цій галузі.
Основні напрями наукового пошуку вченого:
- письменницький епістолярій вітчизняних та зарубіжних адресантів;
- специфіка розвитку українського літературного процесу ХІХ — початку ХХІ століть;
- особливості розвитку західноєвропейської та американської літератури ХІХ — початку ХХІ століть;
- створення підручників і навчальних посібників з історії української та зарубіжної літератури ХІХ — початку ХХІ століть;
- художній переклад і взаємозбагачення літератур;
- проблеми перекладацької майстерності та творчої індивідуальності інтерпретатора;
- проблема відображення національної специфіки першотвору в перекладі.

## Громадська діяльність
Керівник творчого об'єднання критиків Київської організації Національної спілки письменників України.

## Публікації
Володимир Іванович Кузьменко є автором понад 350 наукових та навчально-методичних публікацій у фахових виданнях України, Білорусі, Болгарії, Польщі, Росії, Сербії, Чехії.
Під його керівництвом захищено 17 кандидатських та 3 докторські дисертації (за його консультування). Він є членом двох спеціалізованих вчених рад із захисту дисертацій — у Київському університеті імені Бориса Грінченка та у Харківському національному університеті імені В. Н. Каразіна, заступником головного редактора журналу «Літературний Чернігів», членом редколегій багатьох інших часописів. Окрім всього, читає лекції, виступає на наукових конференціях з питань літературознавства, педагогіки та культури. Він завжди перебуває на бистрині часу, гостро відчуває потребу в реформуванні освіти, в створенні підручників і навчальних посібників нового покоління для вищої школи в Україні.
Найважливіші публікації В. І. Кузьменка:
- Слово, дважды сказанное: Критика // Радуга. — 1984. — № 3. — С. 136—143
- З листування М. Рильського та М. Ушакова // Радянське літературознавство. — 1986. — № 10. — С. 59–681
- «Натруженные мозоли стиха…» // Литературная учеба (Москва). — 1990. — № 6. — С. 152—154;
- Мастацкі переклад і узаємаузбагаченне нацыянальных літаратур // Беларуска-украінскі паєтычны узаемапераклад. — Мінськ, 1991. — С. 73–96;
- Шкільний словник з народознавства. — К.: Освіта, 1994. — 512 с. (співавт. О І. Потапенко);
- Шкільний словник з українознавства. — К.: Укр. письменник, 1995. — 290 с. (співавт. О. І. Потапенко);
- Ґроно нездоланих співців: Літ. портр. укр. письменників ХХ ст., твори яких увійшли до оновлених шкільних програм: навч. посіб. для вчителів та учнів ст. кл. серед. шк. / упоряд. В. І. Кузьменко. — К.: Укр. письменник, 1997. — 281 с.;
- Словник літературознавчих термінів. — К.: Укр. письменник, 1997. — 230 с.;
- Письменницький епістолярій в українському літературному процесі 20–50-х рр. ХХ століття: [монографія]. — К.: НАН України, Інститут літератури ім. Т. Г. Шевченка, 1998. — 305 с.;
- Вступ до літературознавства: навч. посіб. для студ. вищих навч. закл. напряму підготовки «Філологія» — К.: Вид-во КСУ, 2003. — 226 с.
- Історія української літератури ХХ століття / за ред. проф. В. І. Кузьменка — К.: Вид-во КСУ, 2007. — 396 с.;
- Світ правди й краси: До 70-річчя від дня народження Михася Ткача: Літ.-критич. нарис. — К.: Вид-во КСУ, 2007. — 96 с.;
- Славянская проблематика как интегрирующая основа научно-исследовательской и образовательной деятельности Киевского славистического университета // Доклады и выступления представителей украинской делегации на научном сербско-славянском форуме 14–15 июня 2007 года. — Белград, 2007. — С. 12–19;
- Украинский государственный Центр славистики: от реалий к идеалу // Зборник Матице српске за славистику.– Нови Сад, 2007. — С. 79–91;
- Історія зарубіжної літератури ХХ ст.: навч. посіб.; за ред. В. І. Кузьменка. — К.: ВЦ «Академія», 2010. — 496 с.;  2-ге вид., стереотип. — К.: ВЦ «Академія», 2012. — 432 с. — (серія «Альма-матер»).
- Історія української літератури: ХХ – поч. ХХІ ст. : навч. посіб. : у 3 т. / В. І. Кузьменко, О. О. Гарачковська, М. В. Кузьменко та ін. ; за ред. В. І. Кузьменка. – К. : Академвидав, 2013. – Т. 1. – 2013. – 592 с.; Т. 2. – 2014. – 536 с.; Т. 3. – 2016. – 552 с.;
- Письменницький епістолярій в українському літературному процесі 20–50-х рр. ХХ століття: [монографія]. — 2-ге вид. — К.: Альфа-М, 2016. — 346 с.